# 770 (číslo)
Sedm set sedmdesát je přirozené číslo. Následuje po čísle sedm set šedesát devět a předchází číslu sedm set sedmdesát jedna. Římskými číslicemi se zapisuje DCCLXX a řeckými číslicemi ψο.

## Matematika
770 je:
- Abundantní číslo
- Složené číslo
- Nešťastné číslo

## Astronomie
- (770) Bali je planetka hlavního pásu, kterou objevil v roce 1913 Adam Massinger

## Roky
- 770
- 770 př. n. l.